# 라비던스
라비던스(RabidAnce)는 대한민국의 크로스오버 사중창 그룹이다.
라비던스는 '미친, 광적인' 이란 뜻의 Rabid 와 '안내'라는 뜻의 Guidance를 합친 것으로 '미치고 광적인 음악으로 안내하겠다'는 포부를 담고있다. 
멤버는 성악가인 테너 존 노, 베이스 김바울, 뮤지컬 배우 황건하, 그리고 국악인 고영열로 구성되어 있다. 대국민 문자 투표로 우승팀을 정하는 생방송 최종 결승전에서 준우승을 차지 하였다.

## 음반 목록

### 참여 앨범
- 팬텀싱어3 Episode 9 (2020. 06. 27. 발매)

| 트랙 | 제목         | 원작자        | 편곡           | 길이 |
| ---- | ------------ | ------------- | -------------- | ---- |
| 3    | 흥타령       | 남도민요      | 런치송프로젝트 | 7:01 |
| 6    | Another Star | Stevie Wonder | 런치송프로젝트 | 4:27 |

- 팬텀싱어3 Episode 10 (2020. 07. 07 발매)

| 트랙 | 제목                  | 원작자                   | 편곡           | 길이 |
| ---- | --------------------- | ------------------------ | -------------- | ---- |
| 2    | 사랑한 후에           | 전인권                   | 런치송프로젝트 | 5:47 |
| 5    | Millim Yaffot Me'Eleh | The Idan Raichel Project | 런치송프로젝트 | 5:41 |

- 디지털 싱글  '고맙습니다' (2020. 11.09 발매)
- 디지털 싱글 ' 이별가' (2020.11.27 발매)

|       | Episode | 제목            | 작사및 작곡                                                           | 편곡   | 길이 |
| ----- | ------- | --------------- | --------------------------------------------------------------------- | ------ | ---- |
| 01.27 | 1       | 몽금포타령      | 황해도 민요 권태은                                                    | 권태은 | 7:20 |
| 02.18 | 2       | AI NO CORRIDA   | Jankel Charles Jeremy, Young Kenny Jankel Charles Jeremy, Young Kenny | 권태은 | 4:27 |
| 03.17 | 8       | Luci            | Lombardo Pierluigi Lombardo Pierluigi, Lombardo Giuseppe              | 권태은 | 5:02 |
| 03.24 | 9       | 멍에            | 추세호 추세호                                                         | 권태은 | 6:11 |
| 04.06 | 10      | He lives in you | Lebo M, Jay Rifkin, Mark Mancina Lebo M, Jay Rifkin, Mark Mancina     | 권태은 | 4:47 |

## 방송

### TV
- 팬텀싱어 시즌3 (JTBC)
- 히든싱어 시즌6 - 백지영편 (JTBC)
- THE SHOW (SBSMTV)
- SBS인기가요(SBS)
- 41회 청룡영화제(SBS)
- 차이나는 클라스(JTBC)
- 팬텀싱어 올스타전 (JTBC)
- 뮤직뱅크(KBS)

### 라디오
- 이승열의 세계음악기행 (EBS)
- 윤정수, 남창희의 미스터 라디오(KBS)
- 이숙영의 러브 FM(SBS)
- THE SCOOP(TBS)
- 최화정의 파워타임(SBS)
- 김이나의 별이 빛나는 밤에(MBC)
- 아름다운 이 아침 김창완입니다.(SBS)
- 슈퍼 K-POP(ARIRANG)
- 두시탈출 컬투쇼(SBS)
- 네이버 나우 점심어택
- 네이버 나우 퀘스천 마크
- 나르샤의 아브라카다브라(SBS)

## 공연
- 팬텀싱어 시즌3 갈라콘서트 (서울, 대구, 부산, 일산)
- 팬텀레터(롯데콘서트홀)
- 우리카드와 KBS교향악단 & 라비던스 특별 음악회(예술의 전당)
- BMW코리아 25주년 콘서트
- 월드비전 70주년 70+꿈, 길을 걷다 콘서트
- 팬텀오브클래식(세종문화회관)

- 라비던스 - 인스타그램
- 라비던스 - 트위터
- 라비던스 - 페이스북
- 라비던스 - 공식팬카페
- 라비던스의 채널 - 유튜브